# Imagawa Yoshimoto

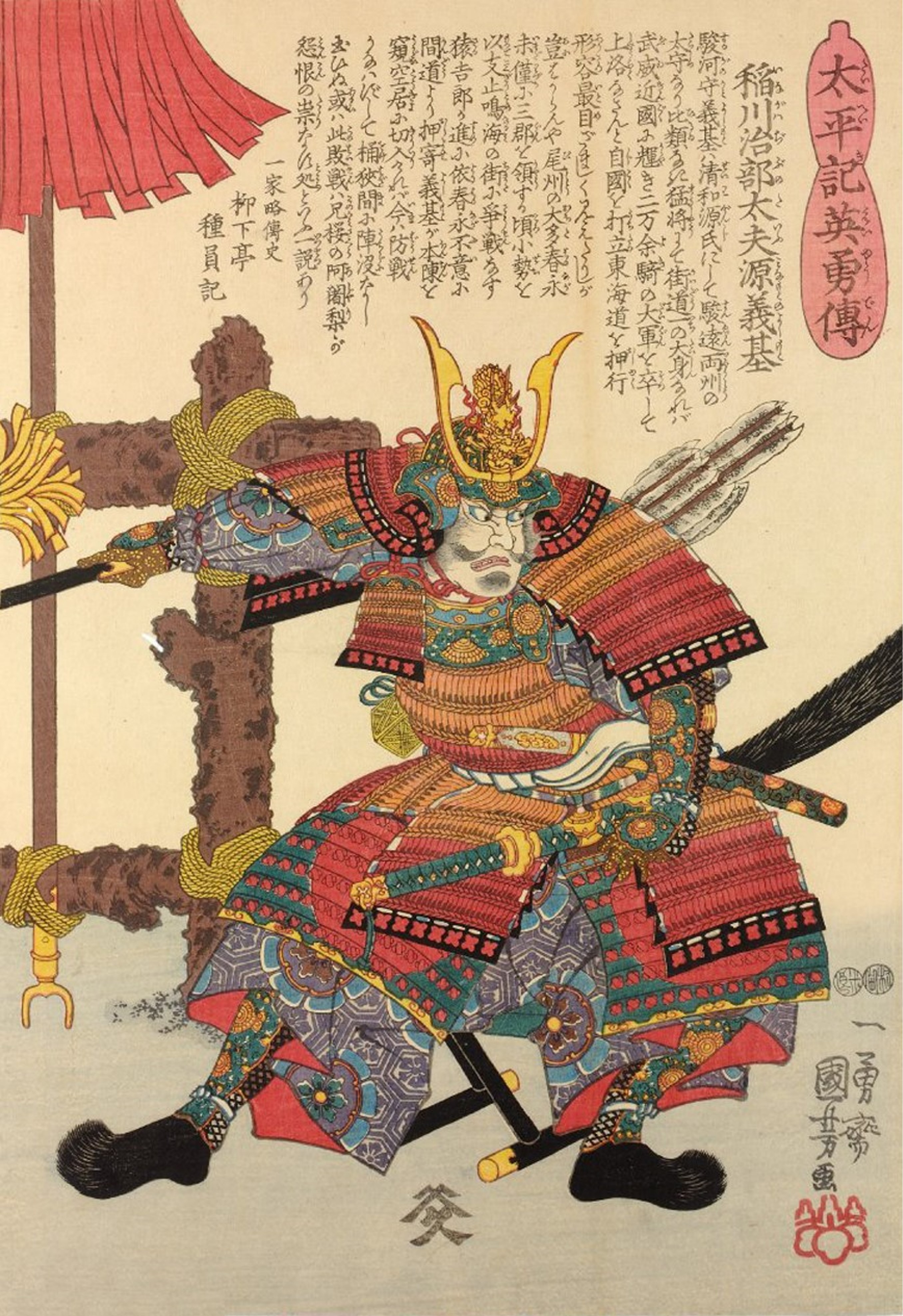
Imagawa Yoshimoto; fiktive Darstellung auf einem Farbholzschnitt von Kuniyoshi, um 1850

Imagawa Yoshimoto (japanisch 今川 義元; geboren 1519; gestorben 12. Juni 1560 in Okehazama (Provinz Owari)) war ein Daimyō der mittleren Sengoku-Zeit und Kriegsherr, der die Provinzen Suruga, Tōtōmi und Mikawa beherrschte.

## Leben und Wirken

### Frühe Jahre
Imagawa Yoshimoto war der dritte Sohn von Imagawa Ujichika (今川 氏親; 1471–1526). Seine Mutter war die Tochter von Nakamikado Nobutane (中御門 宣胤; 1442–1525). Sein Kindheitsname war Hōgikumaru (芳菊丸). Zunächst wurde er Mönch des Tempels Zentoku-ji (善徳寺) in Imaizumi, Provinz Suruga, und  Baigaku Shōhō (梅岳 承芳) genannt. Eine Zeit lang war er im Tempel Kennin-ji und im Tempel  Myoshin-ji in Kyōto tätig. Im April 1536, als sein älterer Bruder Ujiteru (氏輝) jung starb, kämpfte er mit seinem Halbbruder Genkō Etan (玄広 恵探; geb. 1517) um die Position des Familienoberhauptes, was als „Hanakura no Ran“ (花倉の乱) in die Geschichte eingegangen ist. Im Juni desselben Jahres starb Genkō Etan, und so war es Imagawa, der die Familie führte. Er kehrte daraufhin zum weltlichen Leben zurück und nahm den Namen „Yoshimoto“ an.
Im Februar des folgenden Jahres schlossen Yoshimoto und Takeda Nobutora (1494–1574) ein Bündnis, und er heiratete dessen Tochter. 1545 erlangte er die Kontrolle über die Region zurück. Als der Matsudaira-Klan in der Provinz Mikawa aufgrund der Machtausweitung von Oda Nobuhide in der Provinz Owari unter Druck geriet, half er diesem und entsandte Truppen dorthin. Es kam zu den Schlachten von Azukizaka in den Jahren 1542 und 1548. Er kämpft oft mit dem Oda-Klan. Dabei eroberte er die Burg Yoshida (Toyohashi) in Higashi-Mikawa (東三河), besetzte 1549 die Burg Okazaki des Matsudaira-Klans und eroberte dann die Burg Anjō (安祥城), eine Zweigburg des Oda-Klans. Matsudaira Takechiyo (松平 竹千代), der sich später Tokugawa Ieyasu nannte, der im Geisel-Austausch mit dem Oda-Klan unter Yoshimotos Obhut geraten war, wurde in der Burg Sumpu einquartiert.

### Spätere Jahre

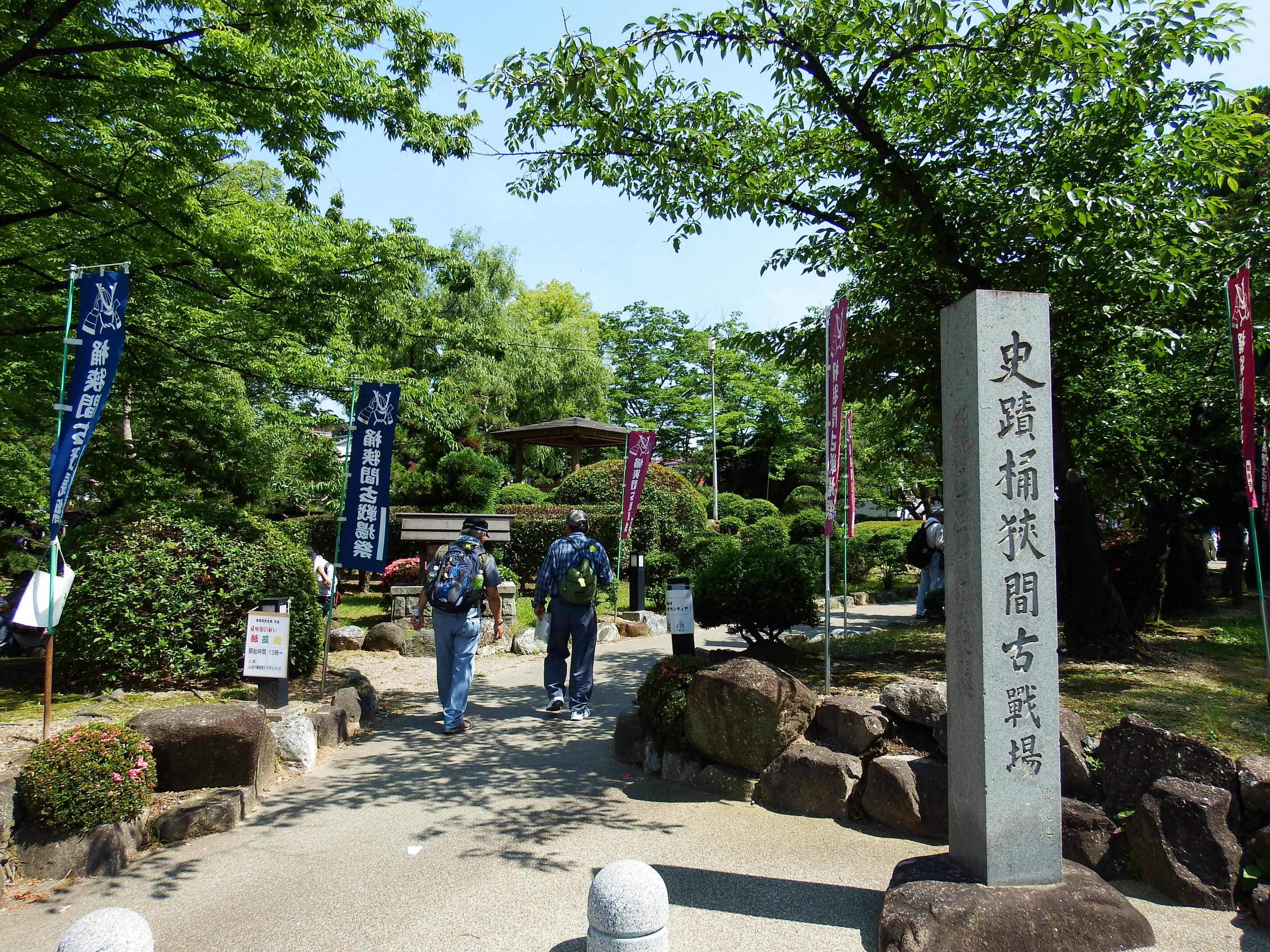
Ehemaliges Schlachtfeld in Okehazama

Am Ende der Tembun-Ära (1532 bis 1555) gelang es Yoshimoto, zusätzlich zu den bis zu diesem Zeitpunkt eroberten Provinzen Suruga und Tōtōmi, den größten Teil der Provinz Mikawa als Besitz zu etablieren. Zusammen mit der Erweiterung des Territoriums stärkte er sein Herrschaftssystem stetig. Er führte  Landvermessungen durch, organisierte Vasallengruppen, kümmerte sich um Tempel und Schreine, auch um Handel und Industrie, organisierte den Pferdewechsel (伝馬) an den Poststationen und förderte die Bergwerke. 1553 formulierte er 21 Ergänzungen zum Familienhandbuch „Imagawa Kana Mokuroku“ (今川仮名目録), das von seinem Vater 1526 angelegt worden war.
In seinen späteren Jahren drückte Yoshimoto seine Zuversicht aus, als größter Sengoku-Daimyo von Ostjapan in die Geschichte einzugehen. Darüber hinaus strebte er, der nach Westen vordringen wollte, politische Stabilität im östlichen Teil seines Territoriums an und bildete 1554 ein Dreierbündnis mit Hōjō Ujiyasu (1515–1571) und Takeda Shingen (1521–1573). Er vollendete 1558 die „Kō-Sō–Sun Dōmei“ (甲相駿同盟), also die Allianz der drei Provinzen Kai, Sagami und Suruga. Dabei überließ er die Kontrolle über die Provinz Suruga und Tōtōmi mit seinemn Sohn Ujizane auf und plante, Mikawa zu kontrollieren und Owari zu seinem Territorium zu machen.
Im Mai 1560 mobilisierte Yoshimoto jedoch die Streitkräfte der drei Provinzen Suruga, Tōtōmi und Mikawa und marschierte in die Provinz Owari ein. Es fielen die Festungen Marune (丸根) und Washizutoride (鷲津砦) der Oda-Seite. Als er aber am 19. Mai das Hauptlager nach Okehazama verlegte, wurde er von Oda Nobunaga, der über weniger Streitkräfte verfügte,  überraschend angegriffen. Es kam zur Schlacht, Yoshimoto starb nach heldenhaftem Kampf. Sein posthumer Name ist „Tendakuji-donno Shūhōtetsu Kōdaikyōji“ (天沢寺殿秀峰哲公大居士).
Yoshimotos Sohn Ujizane konnte den Untergang der Imagawa nicht mehr abwenden.